# (20804) Etter
(20804) Etter – planetoida z pasa głównego asteroid okrążająca Słońce w ciągu 3 lat i 280 dni w średniej odległości 2,42 j.a. Została odkryta 25 września 2000 roku w programie LINEAR. Przed nadaniem nazwy planetoida nosiła oznaczenie tymczasowe (20804) 2000 SW209.